# Gorgone (1915)
Gorgone (Q104) – francuski oceaniczny okręt podwodny z czasów I wojny światowej i okresu międzywojennego, trzecia zamówiona jednostka typu Bellone. Została zwodowana 23 grudnia 1915 roku w stoczni Arsenal de Toulon, a do służby w Marine nationale weszła w lipcu 1916 roku. Jednostka służyła podczas wojny na Adriatyku, a następnie na Morzu Śródziemnym. Okręt został skreślony z listy floty w lipcu 1935 roku.

## Projekt i budowa
„Gorgone” zamówiona została na podstawie programu rozbudowy floty francuskiej z 1912 roku. Jednostkę zaprojektował inż. Julien Hutter, ulepszając i powiększając swój projekt okrętów typu Clorinde. 
„Gorgone” zbudowana została w Arsenale w Tulonie. Stępkę okrętu położono w grudniu 1912 roku, został zwodowany 23 grudnia 1915 roku, a do służby przyjęto go w lipcu 1916 roku. Nazwa nawiązywała do mitologicznych postaci – Gorgon. Jednostka otrzymała numer burtowy Q104.

## Dane taktyczno–techniczne
„Gorgone” była średniej wielkości oceanicznym okrętem podwodnym o konstrukcji dwukadłubowej. Długość całkowita wynosiła 60,6 metra, szerokość 5,4 metra i zanurzenie 3,5 metra. Wyporność w położeniu nawodnym wynosiła 523 tony, a w zanurzeniu 788 ton. Okręt napędzany był na powierzchni przez dwa dwusuwowe silniki wysokoprężne Sulzer o łącznej mocy 1640 koni mechanicznych (KM). Napęd podwodny zapewniały dwa silniki elektryczne o łącznej mocy 800 KM. Dwuśrubowy układ napędowy pozwalał osiągnąć prędkość 14,7 węzła na powierzchni i 9 węzłów w zanurzeniu. Zasięg wynosił 2300 Mm przy prędkości 10 węzłów w położeniu nawodnym oraz 100 Mm przy prędkości 5 węzłów pod wodą. Dopuszczalna głębokość zanurzenia wynosiła 50 metrów.
Okręt wyposażony był w osiem zewnętrznych wyrzutni torped kalibru 450 mm: dwie na dziobie jednostki oraz systemu Drzewieckiego, z łącznym zapasem 8 torped. Uzbrojenie artyleryjskie stanowiło działo pokładowe kal. 75 mm M1897 L/35.
Załoga okrętu składała się z 4 oficerów oraz 34 podoficerów i marynarzy.

## Służba
„Gorgone” podczas wojny pełniła służbę na Adriatyku. Na początku lat 20. okręt poddano przebudowie: zgrupowano wloty do zbiorników balastowych, co znacznie skróciło czas zanurzania; otrzymał też nowy peryskop o długości 7,5 m, zamontowane w kiosku. Jednostka służyła na Morzu Śródziemnym do lipca 1935 roku.